# Macuahuitl
A macuahuitl egy fából készült kard, amely több beágyazott obszidiánpengével rendelkezik. A név a navatl nyelvből származik, és azt jelenti "kézifa". Oldalaiba beágyazott, hagyományosan obszidiánból készült prizmatikus pengék vannak beágyazva, amelyek élesebb éllel rendelkeznek, mint a jó minőségű acél borotvapengék. A macuahuitl a közeli harcban használatos alapfegyver volt.
A macuahuitl fegyverként való használatát a Kr. u. első évezredre teszik, bár a művészetben legalább a klasszikus kor előtti időkből származó példányok is megtalálhatók. A spanyol hódítás idejére a macuahuitl széles körben elterjedt Mezo-Amerikában. A fegyvert különböző civilizációk használták, többek között az aztékok (mexikóiak), olmékok, maják, mixtékek, toltékok és taraszkánok.
Ennek a fegyvernek egy példánya túlélte az Azték Birodalom meghódítását. A Madridi Királyi Fegyvertár része volt, amíg 1884-ben tűzvészben el nem pusztult. Az eredeti tervekről különböző katalógusokban maradtak fenn képek. A legrégebbi másolat az Achille Jubinal középkorász által a 19. században készített macuahuitl.

## Leírás

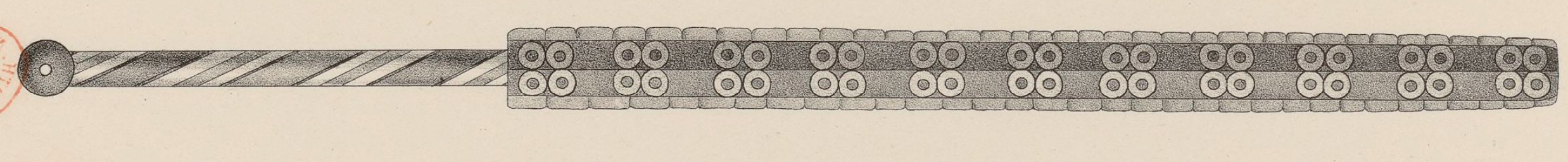
Achille Jubinal középkorász 19. századi rajza a Madridi Királyi Fegyvertár katalógusából.

A macuahuitl (klasszikus navatl: māccuahuitl, más helyesírási változatok: mākkwawitl vagy mācquahuitl; többes számban māccuahuimeh), egyfajta macana, az azték katonai erők és más közép-mexikói kultúrák által használt fegyver volt. A térség 16. századi spanyol hódítása során jegyezték fel. Más feljegyzett katonai felszerelések közé tartozik a csimálli (chīmalli, azték pajzs), az íj (tlahuītōlli) és a hajítódárda (atlatl). Az oldalaiba prizmatikus pengék vannak beágyazva, amelyek hagyományosan obszidiánból (vulkáni üvegből) készültek.
Az oldalába ágyazott obszidiánpengék soraival súlyos sebeket tudott ejteni. Ezeket pengékké vagy tüskékké, illetve pikkelyekre emlékeztető, kör alakú mintázatokká lehetett pattintani. A macuahuitl nem kifejezetten kard vagy bunkósbot, bár megközelíti az európai széles kardot. John Pohl történész a fegyvert "egyfajta fűrészkardként" definiálja.

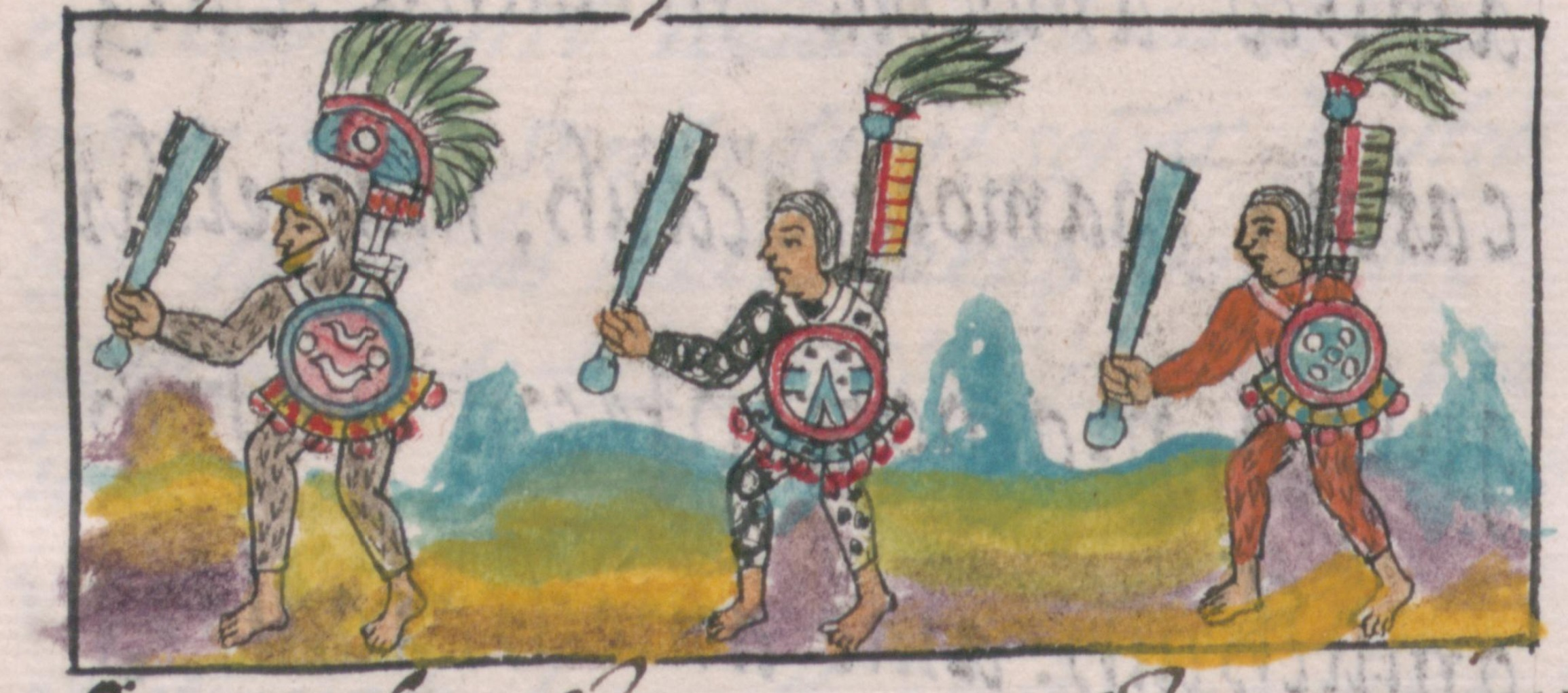
Azték harcosok a 16. századi Firenzei kódexben (IX. kötet). Mindegyik harcos egy macuahuitl-t tart a kezében.

Bernal Díaz del Castillo konkvisztádor szerint a macuahuitl 0,91-1,22 m hosszú és 75 mm széles volt, mindkét széle mentén horonnyal, amelybe éles szélű tűzkő- vagy obszidiándarabokat helyeztek, és ragasztóval szilárdan rögzítették. John Pohl történész kutatásai alapján a hosszúság valamivel több mint egy méter volt, bár más modellek nagyobbak voltak, és a fegyvert kétkezes használatra szánták.
Marco Cervera Obregón történész kutatásai szerint az egyenként körülbelül 3 cm hosszú, éles obszidiándarabokat természetes ragasztóanyaggal, bitumennel rögzítették a lapos lapáthoz.
Az obszidiánpengék sorai néha megszakadtak, és az oldalukon hézagokat hagytak, míg máskor a sorok szorosan egymás mellett helyezkedtek el, és egyetlen élt alkottak. A spanyolok megjegyezték, hogy a macuahuitl olyan ügyesen volt megépítve, hogy a pengéket nem lehetett sem kihúzni, sem eltörni. A macuahuitl egykezes vagy kétkezes fogással készült, valamint téglalap, tojásdad vagy hegyes formájú volt. A kétkezes macuahuitlokat úgy jellemezték, hogy "olyan magasak voltak, mint egy ember".

## Tipológia
Marco Cervera Obregón, a Nemzeti Antropológiai és Történelmi Egyetem régésze szerint ennek a fegyvernek két változata volt: a macuahuitl, amely körülbelül 70-80 centiméter hosszú, és mindkét oldalán hat-nyolc pengét tartalmazott; és a mācuāhuitzōctli, egy kisebb, körülbelül 50 centiméter hosszú, mindössze négy obszidián pengével rendelkező bunkó.

## Példák
Ross Hassig szerint az utolsó valódi Macuahuitl megsemmisült 1884-ben, egy tűzvészben, ahol az utolsó tepoztopilli (egy különleges lándzsa) mellett őrizték. Marco Cervera Obregón szerint állítólag legalább egy macuahuitl van a Mexikói Nemzeti Embertani Múzeum raktárában, de valószínűleg elveszett.
Nem maradtak fenn tényleges macuahuitl példányok, és a róluk szóló jelenlegi ismeretek a 16. századból és korábbról származó egykorú beszámolókból és illusztrációkból származnak.
A "Tenochtitlan y Tlatelolco. A 500 años de su caída" című kiállításon a mexikóvárosi Museo del Templo Mayorban egy állítólagos hiteles macuahuitl és egy atlatl volt látható.

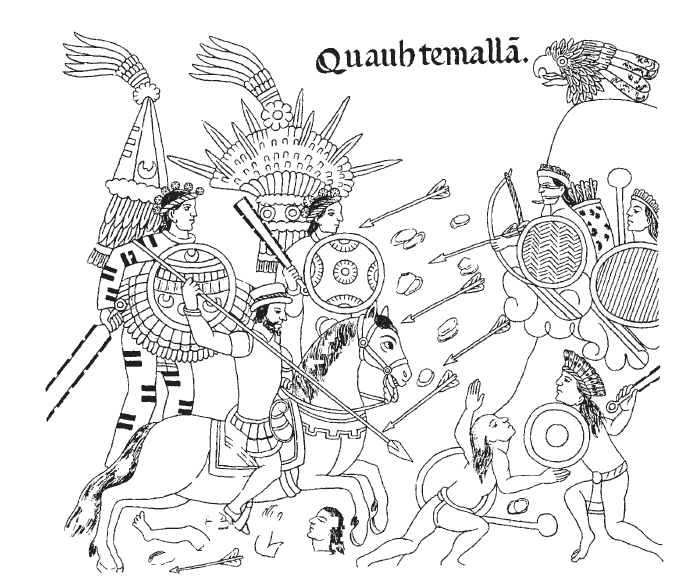
A Lienzo de Tlaxcala ábrázolása egy csatáról Guatemala spanyol hódítása idején. Mind a konkvisztádorok által vezetett indián segédcsapatok (balra), mind a maják (jobbra) macuahuitokkal hadonásznak.

## Kísérleti régészet
A macuahuitl másolatait gyártották és tesztelték marhahúsok ellen a History és Discovery csatornák dokumentumfilmjeihez, hogy demonstrálják a fegyver hatékonyságát. A History Warriors című műsorában Terry Schappert, a különleges erők operátora és harcművész megsérült, miközben egy macuahuitl-lal vívott; egy hátrafelé irányuló mozdulat következtében megvágta a bal lábának hátsó részét.
A SpikeTV Rettegett harcosok (Deadliest Warrior) című valóságshow-műsora számára egy másolatot készítettek, és tesztelték egy lófej modelljével, amelyet egy ló csontváza és ballisztikai zselé felhasználásával készítettek. A színész és harcművész Éder Saúl López képes volt lefejezni a modellt, de ehhez három ütés kellett. A macuahuitl másolatának ütései akkor voltak a leghatékonyabbak, amikor a macuahuitl lendült, majd a becsapódáskor hátrafelé húzódott, fűrészelő mozgást keltve használta. Ez késztette Max Geigert, a sorozat számítógépes programozóját arra, hogy a fegyvert "obszidián láncfűrészként" emlegesse. Ennek oka lehetett a sorozatban használt fegyver finomítatlan obszidián vágóéle, szemben a finomabban megmunkált prizmatikus obszidiánpengékkel, mint a madridi példányban.

## Fordítás
Ez a szócikk részben vagy egészben  a   Macuahuitl című angol Wikipédia-szócikk ezen változatának fordításán alapul.  Az eredeti cikk szerkesztőit annak laptörténete sorolja fel. Ez a jelzés csupán a megfogalmazás eredetét és a szerzői jogokat jelzi, nem szolgál a cikkben szereplő információk forrásmegjelöléseként.